# Die drei Tanten
Die drei Tanten er en tysk stumfilm fra 1921 af Rudolf Biebrach.

## Medvirkende
- Lotte Neumann som Ellen Hegelund
- Johannes Riemann som Erik von Straaten
- Olga Limburg
- Josefine Dora
- Emmy Wyda
- Charles Puffy
- Willi Allen
- Adolf Klein som Hegelund